# Antonio Ortuño
Pour les articles homonymes, voir Ortuño.
Antonio Ortuño, né en 1976 à Guadalajara, au Mexique, est un écrivain mexicain.

## Biographie
En 2006, Antonio Ortuño lance son projet littéraire avec la sortie de son premier roman El buscador de cabezas.
En 2010, il figure sur la liste établie par le magazine britannique Granta des meilleurs écrivains hispanophones. L'édition mexicaine du magazine GQ le désigne auteur de l'année 2010.
En 2019, il publie Olinka, un roman qui retrace l'histoire récente de Guadalajara à travers les yeux d'un prisonnier qui redécouvre sa ville après 15 ans de détention.

## Œuvre

### Romans
- El buscador de cabezas (2006)[1] Publié en français sous le titre Le Chasseur de têtes, Éditions du Rocher, coll. « Grands romans » (2008)  (ISBN 978-2-268-06402-4)
- Recursos humanos (2007)
- Ánima (2011)
- La fila india (2013) Publié en français sous le titre La File indienne, Christian Bourgois éditeur (2016)  (ISBN 978-2-267-03221-5)
- Méjico (2015) Publié en français sous le titre Méjico, Christian Bourgois éditeur (2018)  (ISBN 978-2-267-03096-9)
- El rastro (2016)
- Olinka, éditions Planeta (2019)[4] Publié en français sous le titre Olinka, Christian Bourgois éditeur (avril 2021)

### Contes
- El jardín japonés (2006)
- Grandes Hits Vol. 1 Nueva Generación de Narradores Mexicanos. Track 4, Lado B Carne (2008)
- La Señora Rojo (2010)
- Agua corriente (2015)

## Prix et distinctions
- 2007 : prix Herralde pour Recursos humanos
- 2017 : prix Ribera del Duero pour La vaga ambición[1]